# نتائج منتخب السعودية لكرة القدم 2007
فيما يلي موجز لنتائج منتخب السعودية لكرة القدم لعام 2007.

## المنتخب الأول لكرة القدم

### المباريات الودية
| مباراة ودية 8 يناير 2007 | السعودية                                  | 3–0   | غامبيا | الدمام، السعودية                |
| 19:30 (ت ع م+03:00)      | حمد المنتشري 20' · ياسر القحطاني 32'، 50' | تقرير |        | الملعب: ملعب الأمير محمد بن فهد |

| مباراة ودية 11 يناير 2007 | السعودية                               | 2–1   | سوريا        | الدمام، السعودية                                                                                   |
| 16:30 (ت ع م+03:00)       | Al-Haqbani 79' (ركلة.) · صالح بشير 88' | تقرير | مجد حمصي 74' | الملعب: ملعب الأمير محمد بن فهد الحكم: Abdulrahman Al Tuwaijri (الاتحاد العربي السعودي لكرة القدم) |

| مباراة ودية 24 يونيو 2007 | الإمارات العربية المتحدة | 0–2   | السعودية                        | كالانغ (سنغافورة)، سنغافورة                                                     |
| 18:00 (ت ع م+08:00)       |                          | تقرير | سعد الحارثي 49' · مالك معاذ 59' | الملعب: ملعب سنغافورة الوطني الحكم: Sritheran Kumar (اتحاد سنغافورة لكرة القدم) |

| مباراة ودية 27 يونيو 2007 | سنغافورة      | 1–2   | السعودية                                   | كالانغ (سنغافورة)، سنغافورة                                                    |
| 20:30 (ت ع م+08:00)       | Shariff 90+3' | تقرير | عبد الرحمن القحطاني 30' · تيسير الجاسم 36' | الملعب: ملعب سنغافورة الوطني الحكم: Jajat Hidayat (اتحاد إندونيسيا لكرة القدم) |

| مباراة ودية 1 يوليو 2007                                         | عمان          | 1–1 (و.إ) (3–1 ر.ت)                                | السعودية         | جورونغ، سنغافورة       |
| 20:30 (ت ع م+08:00)                                              | فوزي بشير 60' | تقرير                                              | محمد الشلهوب 54' | الملعب: Jurong Stadium |
|                                                                  |               | ركلات جزاء                                         |                  |                        |
| أحمد مبارك المحيجري · إسماعيل العجمي · فوزي بشير · يونس المشيفري |               | محمد الشلهوب · كامل الموسى · خالد عزيز · مالك معاذ |                  |                        |

| مباراة ودية 4 يوليو 2007 | السعودية      | 1–1   | كوريا الشمالية                              | Jurong، سنغافورة       |
| 20:00 (ت ع م+08:00)      | مالك معاذ 62' | تقرير | باك نام-تشول (لاعب كرة قدم مواليد 1985) 83' | الملعب: Jurong Stadium |

| مباراة ودية 11 سبتمبر 2007 | السعودية                                                                                 | 5–0   | غانا | الرياض، السعودية                                                                               |
| 22:00 (ت ع م+03:00)        | ياسر القحطاني 5'، 51' · سعود كريري 25' · سعد الحارثي 57' (ركلة.) · رضا تكر 90+2' (ركلة.) | تقرير |      | الملعب: ملعب الملك فهد الدولي الحكم: Abdulrahman Al-Jarwan (الاتحاد العربي السعودي لكرة القدم) |

| مباراة ودية 2 نوفمبر 2007 | السعودية         | 1–0   | ناميبيا | الرياض، السعودية                                                             |
| 19:45 (ت ع م+03:00)       | تيسير الجاسم 13' | تقرير |         | الملعب: ملعب الملك فهد الدولي الحكم: جاسم كريم (الاتحاد البحريني لكرة القدم) |

| مباراة ودية 9 نوفمبر 2007 | السعودية                             | 2–0   | إستونيا | جدة، السعودية                                                                                    |
| 16:00 (ت ع م+03:00)       | تيسير الجاسم 27' · ياسر القحطاني 38' | تقرير |         | الملعب: استاد الأمير عبد الله الفيصل الحكم: Daffer Al-Shehri (الاتحاد العربي السعودي لكرة القدم) |

### كأس الخليج العربي 18
| كأس الخليج العربي 18 18 يناير 2007 | السعودية                       | 2–1   | البحرين               | أبو ظبي، الإمارات العربية المتحدة                                     |
| 17:15 (ت ع م+04:00)                | ياسر القحطاني 26' (ركلة.)، 89' | تقرير | طلال يوسف 13' (ركلة.) | الملعب: استاد آل نهيان الحكم: ماسيمو بوساكا (اتحاد سويسرا لكرة القدم) |

| كأس الخليج العربي 18 21 يناير 2007 | السعودية      | 1–1   | قطر          | أبو ظبي، الإمارات العربية المتحدة                                            |
| 19:30 (ت ع م+04:00)                | مالك معاذ 72' | تقرير | علي ناصر 10' | الملعب: استاد آل نهيان الحكم: صبح الدين محمد صالح (اتحاد ماليزيا لكرة القدم) |

| كأس الخليج العربي 18 24 يناير 2007 | السعودية                  | 1–0   | العراق | أبو ظبي، الإمارات العربية المتحدة                                                      |
| 17:15 (ت ع م+04:00)                | ياسر القحطاني 12' (ركلة.) | تقرير |        | الملعب: استاد آل نهيان الحكم: علي البدواوي (اتحاد الإمارات العربية المتحدة لكرة القدم) |

| كأس الخليج العربي 18 27 يناير 2007 | السعودية | 0–1   | الإمارات العربية المتحدة | أبو ظبي، الإمارات العربية المتحدة                                   |
| 20:15 (ت ع م+04:00)                |          | تقرير | إسماعيل مطر 90+1'        | الملعب: استاد آل نهيان الحكم: سعد كميل (الاتحاد الكويتي لكرة القدم) |

### كأس آسيا 2007
| كأس آسيا 2007 المجموعة د 11 يوليو 2007 | كوريا الجنوبية      | 1–1   | السعودية                    | جاكرتا، إندونيسيا                                                                          |
| 19:35 (ت ع م+07:00)                    | * تشوي سونغ كوك 65' | تقرير | * ياسر القحطاني 77' (ركلة.) | الملعب: ملعب غيلورا بونغ كارنو الحضور: 15,000 الحكم: مارك شيلد (اتحاد أستراليا لكرة القدم) |

| كأس آسيا 2007 المجموعة د 14 يوليو 2007 | السعودية                              | 2–1   | إندونيسيا        | جاكرتا، إندونيسيا                                                                                             |
| 19:35 (ت ع م+07:00)                    | * ياسر القحطاني 12' - سعد الحارثي 89' | تقرير | * إيلي أيبوي 17' | الملعب: ملعب غيلورا بونغ كارنو الحضور: 87,000 الحكم: علي البدواوي (اتحاد الإمارات العربية المتحدة لكرة القدم) |

| كأس آسيا 2007 المجموعة د 18 يوليو 2007 | السعودية                                                            | 4–0   | البحرين | فلمبان، إندونيسيا                                                                           |
| 17:20 (ت ع م+07:00)                    | * أحمد الموسى 18' - عبد الرحمن القحطاني 45' - تيسير الجاسم 68'، 79' | تقرير |         | الملعب: ملعب غيلورا سريويجايا الحضور: 500 الحكم: يويتشي نيشيمورا (اتحاد اليابان لكرة القدم) |

| مرحلة خروج المغلوب في كأس آسيا 2007 22 يوليو 2007 | السعودية                             | 2–1   | أوزبكستان          | جاكرتا، إندونيسيا                                                                                    |
| 20:15 (ت ع م+07:00)                               | * ياسر القحطاني 3' - أحمد الموسى 75' | تقرير | * بافل سولومين 82' | الملعب: ملعب غيلورا بونغ كارنو الحضور: 12,000 الحكم: كون جونغ-تشول (اتحاد كوريا الجنوبية لكرة القدم) |

| مرحلة خروج المغلوب في كأس آسيا 2007 25 يوليو 2007 | اليابان                            | 2–3   | السعودية                                 | هانوي، فيتنام                                                                             |
| 20:15 (ت ع م+07:00)                               | * يوجي ناكازاوا 37' - يوكي آبي 53' | تقرير | * ياسر القحطاني 35' - مالك معاذ 47'، 57' | الملعب: ملعب ماي دينه الوطني الحضور: 10,000 الحكم: ماثيو بريز (اتحاد أستراليا لكرة القدم) |

| نهائي كأس آسيا 2007 29 يوليو 2007 | العراق           | 1–0   | السعودية | جاكرتا، إندونيسيا                                                                          |
| 19:35 (ت ع م+07:00)               | * يونس محمود 73' | تقرير |          | الملعب: ملعب غيلورا بونغ كارنو الحضور: 60,000 الحكم: مارك شيلد (اتحاد أستراليا لكرة القدم) |

### دورة الألعاب العربية 2007
| كرة القدم في دورة الألعاب العربية 2007 18 نوفمبر 2007 | السعودية      | 1–2   | ليبيا                               | الإسماعيلية (مدينة)، مصر                                                         |
| 19:15 (ت ع م+02:00)                                   | سعود كريري 9' | تقرير | أسامة الفزاني 24' · عمر داوود 90+4' | الملعب: استاد الإسماعيلية الحكم: Basel Hajjar (الاتحاد العربي السوري لكرة القدم) |

| كرة القدم في دورة الألعاب العربية 2007 25 نوفمبر 2007 | مصر                           | 2–1   | السعودية                  | القاهرة، مصر                                                                       |
| 21:00 (ت ع م+02:00)                                   | حسام غالي 39' · عماد متعب 45' | تقرير | ياسر القحطاني 55' (ركلة.) | الملعب: ستاد القاهرة الدولي الحكم: Basel Hajjar (الاتحاد العربي السوري لكرة القدم) |